# Франческо I де Медичи
Вижте пояснителната страница за други личности с името Франческо де Медичи.
Франчèско I де Мèдичи (на италиански: Francesco I de' Medici; * 25 март 1541, Флоренция, Велико херцогство Тоскана; † 19 октомври 1587 във Вила на Медичите в Поджо а Каяно, Велико херцогство Тоскана) е вторият велик херцог на Тоскана (1574 – 1587).

## Произход
Той е най-големият син на Козимо I де Медичи (1519 – 1574), първи Велик херцог на Тоскана, и на съпругата му Елеонора ди Толедо (1522 – 1562). Негови дядо и баба по бащина линия са кондотиерът Джовани дале Банде Нере и Мария Салвиати, а по майчина – дон Педро Алварес де Толедо и Сунига, вицекрал на Неапол, и Мария Осорио и Пиментел, маркиза на Вилафранка дел Биерсо. Има шестима братя и четири сестри:
- Мария Лукреция (1540 – 1557)
- Изабела (1542 – 1576), херцогиня на Брачано като съпруга на Паоло Джордано I Орсини
- Джовани (1543 – 1562), епископ на Пиза и кардинал от 31 януари 1560 г.
- Лукреция (1544 или 1545 – 1561), херцогиня на Ферара, Модена и Реджо като съпруга (1560) на Алфонсо II д’Есте
- Пиеро (Педрико) (1546 – 1547)
- Гарция (1547 – 1562)
- Антонио (1548 – 1548)
- Фердинандо I (1549 – 1609), кардинал на Светата римска църква от 1562 г., след смъртта на брат си Франческо I се възкачва на престола на Великото херцогство на Тоскана, ставайки 3-ти Велик херцог на Тоскана (1587)
- Анна (1533 – 1553)
- Пиетро, понякога наричан Пиеро или Педро и известен в Испания като Дон Педро (1554 – 1604), военен, генерал и политик, който убива жена си заради изневяра.

Освен това има една полусестра от втория брак на баща си и един полубрат и две полусестри извънбрачни връзки на баща си.

## Биография

### Начални години
Той е кръстен на обет, даден от майка му по повод на поклонение във францисканското светилище Ла Верна.
От 1564 г. е регент на Великото херцогство на мястото на баща си.
На 18 декември 1565 г. се жени за Йоана Австрийска, дъщеря на Фердинанд I Хабсбургски. След смъртта ѝ се жени за Бианка Капело през 1579 г. Двамата имат син Антонио, който се противопоставя на членовете на семейството си и е изключен от наследяването. Съпругата му Бианка не е обичана от двора и от брата на Франческо, кардинал Фердинандо I де Медичи, дотолкова, че внезапната смърт на двойката, само с един ден разлика един от друг, кара да се подозира дълго време поръчано отравяне от самия кардинал, докато хрониките говорят за причини, свързани с фулминантно заболяване. През 2006 г. се смята, че е доказано действително отравяне с арсен, но последващите тестове, проведени през 2009 г., показват, че смъртта се дължи на малария.

### Велик херцог на Тоскана
Франческо, подобно на баща си Козимо, е склонен към деспотизъм, но противно на него не успява да запази независимостта на Флоренция и действа почти като обикновен васал на своя тъст, императора на Свещената Римска империя. Уплашен от заговора на Орацио Пучи и Пиеро Ридолфи и други флорентински благородници през 1575 г., той е безмилостен към отговорните и с тяхната подкрепа, като дори стига дотам, че дава съгласието си, ако не и да организира убийството на две жени от семейство Медичи, които поддържат отношения с Антимедичи партията: сестра му Изабела де Медичи и неговата снаха Леонора Алварес де Толедо, убити от съответните им съпрузи по-малко от седмица при много сходни обстоятелства. Освен това Франческо не се интересува много от политиката и предпочита да остави съдбата на Великото херцогство в ръцете на многобройните служители, на които сляпо се доверява. Той продължава да облага поданиците си с тежки данъци, за да плаща голям данък на Империята.
Подобно на своите предци херцогът е важен покровител на изкуствата, подкрепяйки много художници и възлагайки на Бернардо Буонталенти да построи вила в Пратолино, където самият той купува имение през 1568 г. Вилата, която сега е изгубена, е построена между 1569 и 1581 г. и е запомнена като най-разкошната от вилите на Медичите, построена с намерението да създаде приказна обстановка за втората съпруга на Франческо. Самият Буонталенти поверява проектирането на града-крепост Ливорно, за да осигури подходящ излаз към морето за трафика на Великото херцогство.
Той купува Вила Ла Маджия и цялото имущество на вилата на планината Монталбано.
Франческо I е запален по алхимията и чувствителен към трудовете на големите химици и алхимици на времето. Вдъхновен от китайския порцелан, внесен на Запад, той иска на всяка цена да се реши проблемът със смесите, за да се направят порцеланите. Така в Казино ди Сан Марко във Флоренция, под ръководството на Буонталенти, той поставя „арканистите" на работа, участвайки в експериментите им с дълги посещения в лабораторията. Опитите са успешни и около 1575 г. първите произведения на стъкловиден порцелан, правени някога на Запад, т. нар. „порцелан на Медичите“, виждат бял свят.
Известно с тези проучвания е Studiolo – неговият работен кабинет в Палацо Векио във Флоренция, завършен между 1570 и 1572 г., съдържащ забележителна колекция от фрески и картини. Той е поръчан на Джорджо Вазари и е посветен на това „... да служи за гардероб за редки и скъпоценни неща, както и за валута и за изкуство, така да се каже за бижута, медали, издълбани камъни, обработени кристали и вази...“
През 1585 г. той има честта да бъде домакин на посолство Теншо в своя двор – първата японска дипломатическа мисия в Европа, на която той също показва в Пиза и Сиена.
Умира на 19 октомври 1587 г., а съпругата му Бианка Капело – на 20 октомври, и дълго време има подозрения, че тяхната смърт е причинена от неговия брат и наследник Фердинандо I де Медичи. Наследен е от брат си Фердинандо, който напуска кардиналската си длъжност за случая.

### Противоречива смърт
Вечерта на 8 октомври 1587 г., след ден, прекаран на лов с брат му Фердинандо, Франческо I и съпругата му Бианка вечерят във Вилата на Медичите в Поджо а Каяно. Първо Франческо, а след това и Бианка се почувстват зле и скоро си лягат, страдайки от периодична треска с висока температура и епизоди на повръщане: 11-12 дни по-късно и двамата умират, без единият да узнае за другия.
Четирима професори от Университета във Флоренция (токсиколозите Франческо Мари, Елизабета Бертол, Алдо Полетини и историкът на медицината Донатела Липи) анализират фрагменти от черния дроб на Бианка и Франческо: тези тленни останки са открити преди няколко години в църквата Сан Франческо в Бонистало след откриването на документ, който свидетелства, че вътрешностите на двамата съпрузи са били заровени там след аутопсията. Много леки следи от женски и мъжки черен дроб са достатъчни, за да докажат следи от арсен, в смъртоносни, но не и фулминантни количества (оттук и дългата агония); в този момент остава само да се изясни бащинството на органичните тъкани. Ако Фердинандо отказва държавно погребение за Бианка Капело (поради което погребението се игнорира), Франческо I е погребан в параклисите на Медичите в базиликата „Сан Лоренцо“ до първата си съпруга Йохана Австрийска. Точно от гробницата на Франческо, обект на скорошна инспекция през 2004 г. в рамките на голям проучвателен проект за семейство Медичи, са открити органични останки, чието ДНК е установено, че е съвместимо с това на мъжкия черен дроб, което позволява определеното приписване.
През 1857 г., по време на първоначално проучване на телата на Медичи, тялото на Франческо I е открито „... много запазено ... има плешиво чело, черна коса, черна и необработена брада. Напуканите и свити ръце ясно показват, че човекът, на когото са принадлежали, е починал в спазми. Облечен е в тъмен ciambellotto, може би черен: има подобни панталони в испански стил, черни копринени чорапи и кожени обувки".
В цинковата кутия на Франческо I, ексхумирана от Параклисите на Медичите през 2004 г., няма следи от органични материали, а само останки от тъкан, която обвива костите, освен това широко манипулирана от антрополозите през 1950-те г. Така че ДНК-то, намерено и сравнено с тази в Бонистало (подселище на днешно Поджо а Каяно), не е оригиналната ДНК, а се дължи на замърсяване. Освен това костницата в Бонистало не е разкопана с археологически техники. Обичайна практика е след аутопсията отстранените вътрешности да се третират с арсенови съединения, за да се запазят. Франческо I има висока и периодична треска, докато отравянето с арсен се характеризира с повръщане без температура. Така че отравянето остава само проста хипотеза, поне за някои учени.
Тезата, формулирана през 2006 г. от групата учени от университетите на Флоренция и Павия, се основава на доказателства, получени от внимателен анализ на исторически документи и точни лабораторни изследвания. В допълнение към симптомите, представени от Франческо I, резултатите от аутопсията и резултатите от химико-токсикологичните изследвания, извършени върху останките, намерени в Бонистало, допринасят за определянето на картина, съвместима със смъртоносно отравяне с арсен. Има многобройни научни публикации и токсикологични текстове (един от тях е Curtis D. Klassen Casarett и Doull's Toxicology - The basic science of poisons), които съобщават за треска сред симптомите на интоксикация с арсен, придружена от епизоди на бурно повръщане, което продължава през целия патологичен процес. Освен това, в случаи на отравяне, е документирано отделянето на силно миризливи изпражнения, затруднения в дишането и блокиране на бъбреците в последните дни от живота на Великия херцог. Клиничната картина, описана в документите, свързани с хода на болестта на Франческо I, подчертава наличието на остри болки, белязани от писъци и стенания, толкова силни, че се чуват във всички стаи на вилата.
Тези констатации са в съответствие с разкъсващите киселини и силната, делириумна възбуда, които също характеризират отравянето с арсен. Доказателствата, получени от аутопсията на Франческо I, също потвърждават хипотезата за интоксикация. Забележителното стомашно възпаление, кафявият, уголемен и много труден за разрязване черен дроб, както и хиперемираните и едематозни бели дробове са повече от показателни. Далакът е нормален и липсата на хипертрофия (спленомегалия) от друга страна изключва смъртта да е настъпила поради пристъп на малария.
За да се потвърди идентичността на останките, в които е открита концентрация на арсен, съвместима със състояние на остра интоксикация, ДНК-то, открито в останките, взети в Бонистало, е сравнено с останките, намерени през 2004 г. в параклисите на Медичите и приписани със сигурност на Франческо I. По-специално, по време на ексхумацията през 2004 г., в допълнение към костите на великия херцог, е открит фрагмент от кожа с придатъци от коса. Тази матрица е използвана като еталон за генетични изследвания. Резултатите на флорентинските изследователи се сблъскват с обективния факт, че антрополозите от 1950-те г., и по-специално проф. Джузепе Гена, прави гипсовата отливка на черепа на Франческо I, което непременно включва пълното отстраняване на всички останали меки тъкани. Следователно самото присъствие на фрагмента от кожа, на който се основават всички изследвания, трябва да се счита за невъзможно. Освен това процедурите за извличане и амплификация на ДНК не са достатъчно документирани в тяхната статия (Л. Отини). И накрая, изглежда много вероятно молекулярният резултат, получен в лаборатория, която не е посветена на изследването на древна ДНК, да се дължи на съвременното замърсяване на ДНК . Дебат с научно-академично значение по темата със сигурност не може да пренебрегне публикуването на резултати и аргументи в международно признати списания и точно поради тази причина откритията на флорентинския екип са публикувани в добре известно списание. Но всяко възражение срещу тезата им предизвиква дебат на високо ниво в името на науката и истината, който може да бъде само положителен.
Въпреки това анализът през 2009 г., извършен с модерен имунологичен метод от изследователи от университетите в Пиза и Торино, и откриването на наличието на протеини от Plasmodium falciparum (причинител на пернициозна малария) в костната тъкан на Франческо I, потвърждава източниците, според които великият херцог и съпругата му са починали от маларийна треска и отново отхвърля вече противоречивата хипотеза за отравянето с арсен. Наличието на арсен може да се обясни с практиката на лекарите от времето да третират вътрешните органи, отстранени при аутопсията, с арсенови съединения, за да благоприятстват тяхното запазване.

## Франческо I и науката
Запомнен от своите поданици повече с екстравагантността си, отколкото с просветеното покровителство, на него са дължими важни градоустройствени и културни инициативи, като разширяването на пристанището на Ливорно, основаването на галерия Уфици през 1581 г., създаването на Studiolo в Палацо Векио, стимулът на натуралистичните изследвания и насърчаването на алхимичните изследвания, в които той лично участва, което ще доведе до изобретяването на т. нар. Керамика на Медичите.

## Брак и потомство
Жени се два пъти:
∞ 1. 18 декември 1565 г. във Флоренция за ерцхерцогиня Йохана Австрийска (* 24 януари 1547, Прага; † 10 април 1578, Флоренция), дъщеря на император Фердинанд I и на съпругата му Анна Ягелонина от Унгария и Бохемия, от която има 8 деца:
- Елеонора де Медичи (* 28 февруари 1567[6], Флоренция; † 9 септември 1611, Карвиана), чрез брак херцогиня на Мантуа и Монферат, ∞ 1584 за Винченцо I Гондзага (* 1562, † 1612), от когото има 5 сина и 2 дъщери
- Ромола де Медичи (* 20 ноември 1568, Флоренция; † 2 декември 1568, Флоренция)
- Анна де Медичи (* 31 декември 1569, Флоренция; † 19 февруари 1584, Флоренция)
- Изабела де Медичи (* 30 септември 1571, † 8 август 1572)
- Лукреция де Медичи (* 7 ноември 1572, Флоренция; † 14 август 1574, Флоренция)
- Мария де Медичи (* 26 април 1573, Флоренция; † 3 юли 1642, Кьолн), чрез брак кралица на Франция, ∞ 5 октомври 1600 за Анри IV, крал на Франция (* 13 декември 1553; † 14 май 1610), херцог на Вандом (1562 – 1589), крал на Навара (1572 – 1610), дофин на Виен (1589 – 1601) и крал на Франция (1589 – 1610), от когото има 3 сина (сред които крал Луи XIII) и 3 дъщери.
- Филипо де Медичи (* 20 май 1577, Флоренция; † 29 март 1582, Флоренция), наследник на Велико херцогство на Тоскана, велик принц на Тоскана
- дете (*/† 10 април 1578), умира в утробата на майка си, която впоследствие умира.

∞ 2. тайно юни 1578 за дългогодишната си метреса Бианка Капело (* 1548, Венеция, † 20 октомври 1587, Поджо а Каяно), венецианска благородничка. Той обявява публично брака едва на 10 юни 1579 г., с което скандализира поданиците си. От нея той има един син:
- Антонио де Медичи (* 29 август 1576, Флоренция; † 2 май 1621, Флоренция), рицар на Малта (1594); приор на Пиза; велик херцогски дипломат във Франция (1598), в Милано (1598), в Генуа (1599), в Болоня (1601), в Ливорно (1602, 1603, 1614), в Рим (1605), в Мантуа (1608), в Равена (1608 г.). След смъртта на единствения му син от първата му съпруга, Великият херцог легитимира извънбрачния син. По молба на Бианки, Франческо дава на Антонио Маркизат Капистрано в Кралство Неапол.[7] През 1583 г. той официално го представя за свой приемник и моли испанския крал да признае Антонио в това му качество. През 1584 г. крал Филип II дава на престолонаследника титлата „принц на Капистрано“.[8][9]

Още когато Франческо е женен за Йохана Австрийска, той се влюбва в красивата Бианка, която също е омъжена. Връзката им е тайна и голямо вълнение предизвика убийството на улицата на нейния съпруг Пиетро Бонавентури при неуточнени обстоятелства през 1572 г. Всъщност Пиетро знае за изневярата на жена си, но я приема, защото успява да си намери работа в двора на Великия херцог като управител и да подобри стандарта си на живот, който дотогава е доста скромен. Утешавайки се с други жени и с разпуснат живот, той е намерен убит на улицата една сутрин, застрелян от няколко убийци, може би изпратени от роднини на жена му или водени от друга сенчеста дейност, в която може да е участвал. Има подозрения, че поръчителят е самият Франческо I. Когато съпругата на Франческо също умира, той и Бианка най-накрая успяха да се оженят, въпреки че от благоразумие първоначално сватбата е отпразнувана тайно поради твърдото противопоставяне на цялото семейство на Великия херцог срещу жената, която е източник на скандал за Франческо I.
Ето защо не е изненадващо, че синът на двойката, дон Антонио – единственият оцелял син на Франческо I, никога не е приет като официален наследник на Великото херцогство и на него остро се противопоставя чичо му кардинал Фердинандо, по-късно Велик херцог под името Фердинандо I. Всъщност истинското потекло на Антонио не е известно, понякога се споменава като син на Бианка, понякога като син на една от нейните слугини, който е осиновен от Франческо I и Бианка, но във всеки случай той се смята за незаконен и не е добре приет от законните наследници.
- Семейството на Франческо I
- Алесандро Алори, Портрет на Йохана Австрийска, ок. 1570 г., Съкровищница на великите херцози, Флоренция
- Алесандро Алори, Портрет на Бианка Капело, ок. 1580 г., Галерия Уфици, Флоренция
- Школа на Франс Пурбус-Младши, Портрет на Елеонора де Медичи, херцогиня на Мантуа, ок. 1600
- Вероятен портрет на Анна де Медичи
- Франс Пурбус-младши, Портрет на Мария де Медичи, 1610, Лувър, Париж
- Портрет на Филипо де Медичи, 1600, Галерия „Дейвид Койцер“, Цюрих
- Валоре Казини, Потрет на Антонио де Медичи, XVII век
- Алесандро Алори, Портрет на великата херцогиня Бианка Капело де Медичи със сина ѝ Антонио, ок. 1580 – ок. 1614, Худ. музей на Далас